# Barbarito Torres
Barbarito Torres, celým jménem Bárbaro Alberto Torres Delgado, (* 1956, Matanzas, Kuba) je kubánský hudebník, známý především účinkováním ve formacích Afro-Cuban All Stars a Buena Vista Social Club. Hraje na laúd, tradiční kubánský nástroj podobný loutně a spojovaný s interpretací hudby žánru guajira.

## Život a kariéra
Torres hrál v 70. letech v řadě vojenských orchestrů. Když se později přestěhoval do Havany, stal se stálým členem Orquesta Cubana de Cuerdas. Byl hudebním ředitelem Grupo Campoalegre Celiny Gonzalez a spolupracoval s mnoha známými havanskými hudebníky.
V 90. letech začal Torres spolupracovat s Afro-Cuban All Stars a později též s Ry Cooderem v Buena Vista Social Clubu. Spoluúčinkoval též ve filmu Buena Vista Social Club režiséra Wima Wenderse.
V roce 1999 vydal Torres své první sólové album Havana Cafe, kde se sešel ke spolupráci s takovými umělci, jako jsou Omara Portuondo, Pío Leyva, Ibrahim Ferrer či „Guajiro“ Mirabal. Druhé sólové album nazvané Barbarito Torres vydal v roce 2003.

## Diskografie

### Sólová alba
- Havana Cafe, 1999
- Barbarito Torres, 2003

### Spoluúčinkování na dalších albech
- Buena Vista Social Club, 1997
- spolupráce na dalších albech Buena Vista Social Clubu
- At Carnegie Hall (Buena Vista Social Club), 2009 (záznam koncertu z Carnegie Hall z 1. července 1998)